# Urszula Urbaniak
Urszula Urbaniak (sinh ngày 27 tháng 12 năm 1962) là một nhà làm phim và đạo diễn truyền hình người Ba Lan.
Urszula Urbaniak tốt nghiệp chuyên ngành đạo diễn tại Trường Điện ảnh Quốc gia ở Łódź (PWSFTviT) vào năm 1991. Sau đó, bà tiếp tục lấy bằng thạc sĩ chuyên ngành đạo diễn tại Trường Điện ảnh và Truyền hình Quốc gia ở Vương quốc Anh. Urszula Urbaniak đã đạo diễn nhiều phim ngắn, phim tài liệu và vở kịch cho truyền hình Ba Lan. Các vở kịch bao gồm Nina (1994), Górski Hotel (từ kịch bản của nhà văn Václav Havel, 1995), Myra Gets Married (từ kịch bản của nhà văn F. Scott Fitzgerald, 1996) và Room 303 (1997).
Năm 1999, phim The Junction (Torowisko) của Urszula Urbaniak đã vinh dự giành được nhiều giải thưởng bao gồm Giải thưởng tại Liên hoan phim Thế giới Montréal, Giải thưởng của Ban giám khảo tại Liên hoan phim Sarajevo và Giải thưởng được bầu chọn bởi khán giả tại Liên hoan phim trẻ quốc tế Torino.
Kể từ thời điểm đó, Urszula Urbaniak đã thực hiện một số tác phẩm truyền hình Ba Lan bao gồm Na Wspólnej, Egzamin z Życia và Odwróceni.